# Jean-Michel Iribarren
Jean-Michel Iribarren  (Dax, 13 de febrero de 1958) es un escritor francés. En particular ha escrito un libro, L’insecte, en el que hace hablar al virus del sida y donde denuncia el silencio que ha rodeado la muerte de los homosexuales al principio de la epidemia (años ochenta y principios de los noventa). 

## Biografía
Jean-Michel Iribarren ha vivido en París y Berlín. Hoy en día vive en Madrid. Antes de dedicarse a la escritura, trabajó, entre otras cosas, como actor. 

### Literatura
- L’insecte (2000), éditions du Seuil
- Parce qu’eux (1989), éditions Saint-Germain-des-Près.

### Películas (como actor)
- Puissance de la parole de Jean-Luc Godard (1988).[1]

### Videos
- Jean-Michel Iribarren en « Puissance de la parole » de Jean-Luc Godard

- Datos: Q459044